# La Bataille d'Endor
Pour la bataille, voir bataille d'Endor.
Série
L'Aventure des Ewoks
(1984)
Pour plus de détails, voir Fiche technique et Distribution.
La Bataille d'Endor ou La Revanche des Ewoks : La Bataille pour Endor (Ewoks: The Battle for Endor) est un téléfilm de science-fiction américain réalisé par Ken et Jim Wheat, diffusé en 1985 sur ABC,,.
Spin-off de la première trilogie de Star Wars, c'est la suite du téléfilm  L'Aventure des Ewoks (The Ewok Adventure) diffusé en 1984.

## ChronologieStar Wars
Le téléfilm fait partie de l'univers étendu de Star Wars : œuvres qui reprennent l'univers créé par George Lucas pour les films de la saga éponyme. Selon Science-Fiction magazine, il se situe après la série d'animation Ewoks, entre les films Star Wars, épisode V : L'Empire contre-attaque et Star Wars, épisode VI : Le Retour du Jedi. Quelques mois se sont écoulés depuis les événements de L'Aventure des Ewoks, précédent téléfilm, le vaisseau spatial de la famille Towani est presque entièrement de nouveau opérationnel.

## Synopsis

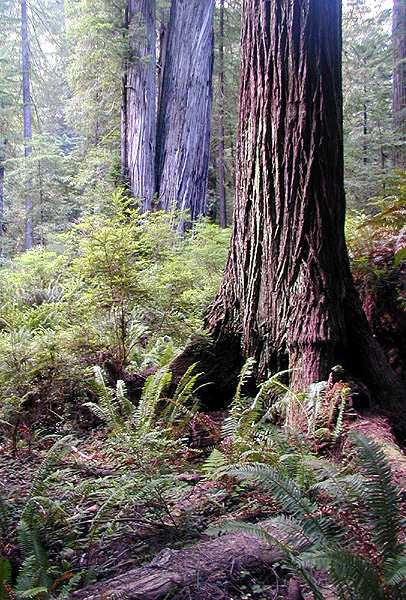
Parc national de Redwood. Végétation typique de la lune forestière d'Endor.

Sur la lune forestière d'Endor, Jeremitt, le père, termine les dernières réparations sur le vaisseau spatial familial. Cindel, son frère Mace et leurs parents se trouvent hébergés par les Ewoks dont le village est attaqué par les Maraudeurs de Sanyassan dirigés par Terak,,.
De la famille Towani, Cindel est la seule survivante de l'attaque. Elle est faite prisonnière avec d'autres Ewoks. Avec Wicket, ils arrivent à s'enfuir. Cindel aura besoin de l'aide de Noa Briqualon, un ermite de la forêt, et de Teek, une créature étrange, pour secourir les autres Ewoks, affronter les Maraudeurs et regagner sa planète,,,.

## Personnages

### La familleTowani
- Cindel Towani – Sœur cadette de Mace, elle a 5 ans. Elle se lie d'amitié avec Wicket et lui apprend des mots de sa langue[8].
- Mace Towani - Frère aîné de Cindel, il a 14 ans[10].
- Catarine Towani – Mère de la famille[8],[10].
- Jeremitt Towani – Père de la famille[8],[10].

### LesEwoks
- Wicket Wystri Warrick - Il se lie d'amitié avec la jeune humaine Cindel Towani. C'est l'Ewok qui rencontre la princesse Leia Organa dans le Retour du Jedi[11].
- Deej Warrick - Guerrier, mari de Shodu et père de Winda, Wicket, Widdle et Weechee[12].
- Shodu Warrick - Femme de Deej et mère de Winda, Wicket, Widdle et Weechee[13].
- Widdle "Willy" Warrick - Frère de Wicket. Il se chamaille souvent avec Weechee, leur frère aîné, et est maladroit[14].

### Autres
- Noa Briqualon - Ermite humain vivant dans la forêt. Avec son ami Salek, ils se sont écrasés sur la lune forestière d'Endor. Son partenaire s'est fait tuer par les Maraudeurs. Noa est bloqué depuis plusieurs années. Teek est devenu son ami[15].
- Teek - Membre d'une espèce semi-intelligente et très rare de la lune d'Endor, son métabolisme ultra-rapide lui permet de se déplacer très vite. Il est ami avec Noa Briqualon[16].
- Maraudeurs de Sanyassan - Originaire du monde de Sanyassa, ce sont des humanoïdes de deux mètres de haut, à la peau écailleuse et au visage simiesque. Ils se sont échoués sur la lune d'Endor et cherchent à la quitter. Ils utilisent des pistolets lasers et des épées. Les Maraudeurs sont dirigés par le roi Terak et la sorcière Charal[17].
- Roi Terak - C'est le cruel et machiavélique chef des Maraudeurs de Sanyassan[18].
- Charal - Originaire de Dathomir, c'est une ancienne sœur de la nuit, une adepte de la Force. Elle s'est alliée avec les Maraudeurs et est bloquée avec eux sur la lune. Elle possède une bague magique qui lui permet de changer d'apparence[19].

## Fiche technique
Sauf indication contraire, les informations mentionnées dans cette section peuvent être confirmées par la base de données cinématographiques IMDb,  présente dans la section « Liens externes ».
- Titre original : Ewoks: The Battle for Endor
- Titre français : La Bataille d'Endor ou La Revanche des Ewoks : La Bataille pour Endor
- Réalisation : Jim et Ken Wheat
- Scénario : Jim et Ken Wheat, d'après une histoire de George Lucas
- Musique : Peter Bernstein
- Direction artistique : Bill George (William George)
- Décors : Joe Johnston
- Photographie : Isidore Mankofsky
- Son : Agamemnon Andrianos, Tom Johnson, Randy Thom
- Montage : Eric Jenkins
- Production : Thomas G. Smith
  - Production déléguée : George Lucas
  - Production associée : Ian Bryce
- Société de production : Lucasfilm Ltd.
- Sociétés de distribution : ABC (Diffusion TV USA 1985) ; Disney+ (sortie VOD USA et France 2021)[20],[21]
- Budget : n/a
- Pays de production :  États-Unis
- Langue originale : anglais
- Format : couleur — 35 mm — 1,33:1 (Format 4/3) — son Dolby
- Genre : science-fiction, aventure, fantastique
- Durée : 94 minutes
- Dates de sortie[22] :
  - États-Unis : 24 novembre 1985 (première diffusion à la télévision sur ABC)
  - France : 10 décembre 1986 (sortie nationale en salle) ; 18 juin 2021 (sortie sur Disney+)[20]
- Classification :
  - États-Unis : la plupart des parents peuvent considérer ce programme comme approprié pour les enfants (TV-G)
  - France : tous publics

## Distribution
Légende : doublage de 1986 et redoublage de 2005.
- Aubree Miller (VF : Sauvane Delanoë et Catherine Privat) : Cindel Towani
- Warwick Davis : Wicket W. Warrick
- Darryl Henriques : Wicket Warrick (voix)
- Wilford Brimley (VF : Raoul Delfosse et Michel Dodane) : Noa Briqualon
- Niki Botelho : Teek
- Carel Struycken (VF : Jean-Pierre Denys et Marc Bretonnière) : roi Terak
- Siân Phillips (VF : Geneviève Taillade et Michelle Bardollet) : Charal
- Paul Gleason (VF : Jean-Pierre Denys et Philippe Ariotti) : Jeremitt Towani
- Eric Walker (VF : Jackie Berger et Dimitri Rougeul) : Mace Towani
- Daniel Frishman : Deej Warrick
- Sydney Walker : Deej Warrick (voix)
- Tony Cox : Widdle « Willy » Warrick
- Pam Grizz : Shodu Warrick
- Roger Johnson : lieutenant
- Marianne Horine (VF : ? et Laëtitia Godès) : sorcière Charal (jeune)

## Bande originale
En 1986, Varèse Sarabande et Lucasfilm sortent le disque vinyle Ewoks. Ce long play est une compilation de la musique composée par Peter Bernstein pour les deux téléfilms sur les Ewoks : L'Aventure des Ewoks et La Bataille d'Endor,.
| 1.          | Trek (L'Aventure des Ewoks)                                     | 1:53 |
| 2.          | Intro / Main Title (L'Aventure des Ewoks / La Bataille d'Endor) | 2:47 |
| 3.          | Noa & Terak (La Bataille d'Endor)                               | 3:50 |
| 4.          | Teek (La Bataille d'Endor)                                      | 2:44 |
| 5.          | Set Up / Terak's Theme (La Bataille d'Endor)                    | 3:09 |
| 6.          | Noa's Ark (La Bataille d'Endor)                                 | 2:09 |
| 7.          | Izrina (L'Aventure des Ewoks)                                   | 1:31 |
| 8.          | Flying (L'Aventure des Ewoks)                                   | 2:46 |
| 9.          | Good Night, Bad Dreams (La Bataille d'Endor)                    | 3:11 |
| 10.         | Poker Game (La Bataille d'Endor)                                | 2:15 |
| 11.         | Pulga Chase (L'Aventure des Ewoks)                              | 2:40 |
| 12.         | The House (La Bataille d'Endor)                                 | 1:39 |
| 13.         | Escape (La Bataille d'Endor)                                    | 1:30 |
| 14.         | Farewell (La Bataille d'Endor)                                  | 3:46 |
| 35 min 50 s |                                                                 |      |

## Distinctions
Lors des Emmy Awards de 1986, le téléfilm a remporté un prix dans la catégorie Meilleurs effets visuels (Outstanding Special Visual Effects) et a été nommé dans les catégories Meilleur programme pour enfants (Outstanding Children's Program) et Meilleur mixage du son pour une mini-série ou un programme spécial (Outstanding Sound Mixing for a Miniseries or a Special).

## Exploitation

### Produits dérivés
Une transposition en livre du téléfilm a été écrite par Cathy East Dubowski. Ce livre pour enfants, intitulé The Ring, the Witch, and the Crystal: An Ewok Adventure, a été publié par Random House en 1986,. Il existe aussi une adaptation au format livre-cassette, intitulé Ewoks: The Battle for Endor, dans la collection Read Along Adventure de Buena Vista Records.
Les Ewoks ont eu de nombreuses adaptations en figurines, peluches et autres produits dérivés. Teek est le seul autre personnage des deux téléfilms à avoir eu une adaptation en figurine faite par Disney en 2009 et une adaptation en figurine articulée en 2010.

### L'univers étendu deStar Wars
Plusieurs personnages et éléments des deux téléfilms ont été incorporés dans d'autres œuvres de l'univers étendu de Star Wars.
Les Ewoks sont apparus dans la série d'animation Ewoks, dans de nombreux livres pour enfants et dans quatorze comics intitulés Ewoks,.
Cindel Towani apparaît dans Le Défi du Tyran, volume 3 de la trilogie La Crise de la Flotte noire de Michael P. Kube-Mcdowell. Elle est adulte et exerce un métier de reporter sur Coruscant,,.
Dans le jeu de rôle en ligne massivement multijoueur Star Wars Galaxies, la lune forestière d'Endor fait partie des mondes où le joueur peut interagir. Des Maraudeurs et des Ewoks sont présents. Les villages aériens des Ewoks sont représentés,.

## Diffusion
Le téléfilm a été diffusé pour la première fois le 24 novembre 1985 sur la chaîne American Broadcasting Company (ABC). Selon les pays, La Bataille d'Endor a été présenté au cinéma ou à la télévision hors des États-Unis.
En 1990, la société américaine Metro-Goldwyn-Mayer (MGM) a distribué le film au format VHS et laserdisc,.
Le téléfilm et son prédécesseur L'Aventure des Ewoks sont sortis en DVD le 23 novembre 2004. Le DVD, intitulé Star Wars:Ewok Adventures, contient uniquement les deux téléfilms nommés Caravan of Courage et The Battle for Endor. Le manque de bonus est jugé regrettable par les critiques,,.